# Čaroban
A Čaroban (magyarul: Csodás) egy dal, mely Szerbiát képviselte a 2011-es Eurovíziós Dalfesztiválon. A dalt a szerb Nina adta elő szerb nyelven.
A dal a 2011. február 26-án rendezett szerb nemzeti döntőben nyerte el az indulás jogát. A döntőben három dalt adtak elő, melyek közül a nézők telefonos szavazatai alapján dőlt el a nyertes kiléte. A szavazás során a dal több, mint kétszer annyi szavazatot szerzett, mint a második helyezett.
A dal szerzője már korábban is részt vett a dalfesztiválon: Kristina Kovač az 1991-es Eurovíziós Dalfesztiválon a jugoszláv Bebi Dol háttérénekese volt.
Az Eurovíziós Dalfesztiválon a dalt először a május 10-én rendezett első elődöntőben adták elő, a fellépési sorrendben hatodikként, a török Yüksek Sadakat Live It Up című dala után, és az orosz Alexey Vorobyov Get You című dala előtt. Az elődöntőben 67 ponttal a nyolcadik helyen végzett, így továbbjutott a május 14-i döntőbe.
A május 14-i döntőben a fellépési sorrendben huszonnegyedikként adták elő, az ukrán Mika Newton Angel című dala után és a grúz Eldrine One More Day című dala előtt. A szavazás során 85 pontot szerzett, amely a tizennegyedik helyet jelentette a huszonöt fős mezőnyben.
A következő induló Željko Joksimović Nije ljubav stvar című dala lesz a 2012-es Eurovíziós Dalfesztiválon.